# Eldəniz Əzizli
Eldəniz Əzizli (1992. április 20. –) azeri kötöttfogású birkózó. A 2018-as birkózó-világbajnokságon aranyérmet nyert 55 kg-os súlycsoportban, szabadfogásban. A 2018-as birkózó Európa-bajnokságon aranyérmet nyert 55 kg-os súlycsoportban. A 2011-es birkózó Európa-bajnokságon bronzérmet nyert 55 kg-ban. A 2013-as Universiadén bronzérmet szerzett 55 kg-ban.

## Sportpályafutása
A 2018-as birkózó-világbajnokságon az 55 kg-os súlycsoportban aranyérmet nyert. A mérkőzést 10–0-ra nyerte.